# Serpocaulon adnatum
Serpocaulon adnatum är en stensöteväxtart som först beskrevs av Kze. och Kl., och fick sitt nu gällande namn av Alan Reid Smith. Serpocaulon adnatum ingår i släktet Serpocaulon och familjen Polypodiaceae. Inga underarter finns listade.